# Jorsa
Die Jorsa (russisch Ёрса) ist ein rechter Nebenfluss der Petschora in der Republik Komi in Nordwestrussland.
Die Jorsa entspringt in der Bolschesemelskaja-Tundra nordöstlich von Ust-Zilma. Sie fließt zuerst nach Osten, wendet sich dann aber nach Nordwesten. Sie durchfließt das Sumpfland östlich des Unterlaufs der Petschora. Schließlich mündet sie von rechts kommend in den Flussarm Labasski Schar der Petschora. Die Jorsa hat eine Länge von 206 km. Sie entwässert ein Areal von 2520 km².